# Авіаносці типу «Дзуйхо»
Авіаносці типу «Дзуйхо» (яп. 瑞鳳型) — серія японських легких авіаносців часів Другої світової війни.

## Історія створення
На початку 1930-х років уряд Японії, що взяв курс на війну зі США, всіма способами намагався обійти обмеження Вашингтонського морського договору 1922 року. Зокрема, він прийняв так звану «тіньову» суднобудівну програму, яка передбачала побудову допоміжних кораблів, придатних до швидкого переобладнання в бойові кораблі. Так у складі японського флоту з'явились великі швидкохідні плавбази підводних човнів та гідроавіатранспорти, спроектовані з розрахунком їх перебудови в авіаносці.
Недобудовану «Такасакі» в 1938 році почали перебудовувати в авіаносець. База підводних човнів «Цурігідзакі» вступила у стрій 15 січня 1939 року. В листопаді 1940 року почалась перебудова в авіаносець і цього корабля.

## Конструкція
Перебудовувати кораблі довелось більш ґрунтовно, ніж планувалось. Зокрема, невдалу дизельну силову установку замінили на паротурбінну, запозичену в есмінців типу «Кагеро». Загальне компонування та архітектура повторювали «Рюхо», на базі якого проєктувались корпуси плавбаз. Але ангар став одноярусним (124х18м), він вміщував тільки 30 літаків. Політна палуба мала довжину 180 м і ширину 23 м; в 1943 році на «Дзуйхо» її продовжили до 192,6 м. Катапульт не було.
Авіаносці мали довгий та вузький корпус (відношення довжини до ширини 11:1) із системою протиторпедного захисту крейсерського типу. Бронювання не було, але для захисту погребів боєзапасу та цистерн з бензином застосовувались коробчаті ємності з подвійними стінками, простір між якими заповнювала вода. Незвична деталь архітектури корабля — додаткова димова труба в кормовій частині для відводу вихлопних газів дизель-генератора.
Кількість стволів 25-мм зенітних автоматів на «Дзуйхо» в 1943 році довели до 48, в 1944 році — до 68.

## Представники
| Назва       | Закладений          | Спущений на воду    | Переобладнаний | Введений в експлуатацію | Доля                                                                                  |
| ----------- | ------------------- | ------------------- | -------------- | ----------------------- | ------------------------------------------------------------------------------------- |
| Дзуйхо 瑞鳳 | 20 червня 1935 року | 19 червня 1936 року | 1938—1940 роки | 27 грудня 1940 року     | Потоплений американською авіацією 25 жовтня 1944 року під час битви в затоці Лейте.   |
| Сьохо 祥鳳  | 3 грудня 1934 року  | 1 червня 1935 року  | 1941—1942      | 25 вересня 1941 року    | Потоплений американською авіацією 7 травня 1942 року під час битви в Кораловому морі. |